# Закрівець (Люблінське воєводство)
Закрівець, або Закрівок (пол. Zakrzówek, Закшувек) — село в Польщі, у гміні Закрівець Красницького повіту Люблінського воєводства. Населення — 1366 осіб (2011).

## Історія
У 1938 році (за іншими даними — у 1928—1932 роках) польська влада в рамках великої акції руйнування українських храмів на Холмщині і Підляшші знищила місцеву православну церкву 1906 року.

## Населення
Демографічна структура станом на 31 березня 2011 року:
|          | Загалом | Допрацездатний вік | Працездатний вік | Постпрацездатний вік |
| -------- | ------- | ------------------ | ---------------- | -------------------- |
| Чоловіки | 664     | 132                | 451              | 81                   |
| Жінки    | 702     | 115                | 428              | 159                  |
| Разом    | 1366    | 247                | 879              | 240                  |